# Culexiregiloricus trichiscalida
Genre
Espèce
Culexiregiloricus trichiscalida est une espèce de loricifères de la famille des Nanaloricidae, la seule du genre Culexiregiloricus.

## Distribution
Cette espèce a été découverte à 4 141 mètres de profondeur dans le bassin de Guinée dans l'océan Atlantique Sud, au sud de la Côte d'Ivoire en 2005 lors de l'expédition DIVA 2 dans des sédiments de foraminifères.

## Description
Elle fait 285 µm de long et 110 µm de diamètre.
Le corps est composé de cellules et de tissu granulaires.

## Publication originale
- Gad, 2009 : Culexiregiloricus, a new genus of Nanaloricidae (Loricifera) from the deep sea of the Guinea Basin (Southeast Atlantic). Zootaxa, n. 2096 p. 33–49 texte original.